# Берлиоз, Александр
Александр Берлиоз (фр. Alexandre Berlioz M.E.P., 12 сентября 1852 года, Франция — 30 декабря 1929 года, Сендай, Япония) — католический прелат, первый епископ Сендая с 24 апреля 1891 года по 25 июля 1927 год, член миссионерской конгрегации «Парижское общество заграничных миссий».

## Биография
10 сентября 1872 года Александр Берлиоз вступил в миссионерскую конгрегацию «Парижское общество заграничных миссий». 10 октября 1875 года был рукоположён в священника, после чего был отправлен на Дальний Восток.
24 апреля 1891 года Римский папа Лев XIII назначил Александра Берлиоза апостольским викарием апостольского викариата Хакодате и титулярным епископом Калинды. 15 июня 1891 года была образована епархия Хакодате и Александр Берлиоз был назначен её первым епископом. 25 июля 1891 года состоялось рукоположение Александра Берлиоза в епископа, которое совершил архиепископ Токио Пьер-Мари Осуф в сослужении с епископом Нагасаки Жюлем-Альфонсом Кузеном и епископом Осаки Феликсом-Николя-Жозе Мидоном.
25 июля 1927 года подал в отставку. Скончался 30 декабря 1929 года.